# ランダ・カシス
ランダ・カシス（ アラビア語: رندة قسيس   ）最前線の世俗的な政治家であり、バシャールアルアサドのシリア政権に反対する中心人物。彼女はシリアの反対派の中心人物です。彼女は多元的社会運動の創設者兼社長であり、アスタナプラットフォームの社長です。彼女は2012年8月までシリア国民評議会のメンバーでした。

## バイオグラフィー
彼女は2012年8月までシリア国民評議会のメンバーでした。 ランダ・カシスは、 世俗民主主義シリア連合元大統領であり、 シリア国民評議会メンバーでもあります   世俗的で民主的なシリアの反対勢力の核である世俗的民主的シリアの連合は、シリアの少数派にバシャール政府との戦いを支援するよう呼びかけたイスラム教徒 、 キリスト教徒 、 アラブ人 、 クルド人の12の党の連合によって作成されましたアルアサド
カシスは人類学者でジャーナリストでもあります。  彼女はまた、「神々のクリプト」と呼ばれる本を発行しました。これは、宗教、それらの起源、およびそれらの機能方法についての本です。  2011年3月15日にシリア内戦が始まって以来、彼女はシリア紛争とアラブの春の複雑さ、そして中東地域の将来についての主要な解説者になりました。
2010年、ランダ・カシス はチュニジア革命についての解説と執筆で重要な役割を果たした。アラブの春が勢いを増したことで、彼女はシリアの政治生活に戻り、2012年10月に多元的社会運動を設立した。

は、カザフスタン大統領に穏健なシリアの反対派を集めることができるプラットフォームの形成を要請したことをきっかけに、2015年にアスタナ・。プラットフォームを立ち上げました。アスタナ・プラットフォームの第1ラウンドはカザフスタンの 外交官  大使が司会を務め、オープニングセッションはカザフスタンの エルラン・イドリソフ 外務大臣が議長を務めた  第2ラウンドは、政治外交センター（CPFA）の ファビアンバウサ 総裁が司会を務めた。
は、モスクワ／アスタナ派の旗印のもと、2016年のジュネーブ和平交渉に参加した。彼女はシリアの世俗的・民主的野党代表団のQadri Jamilと共に共同代表を務めている。
2018年1月13日、ランダカシスは、はアスタナ・プラットフォームの他のメンバーとともに、アスタナ・プラットフォームの大統領としてシリア国民会議に参加した。  は、シリアの和平プロセスを促進するために憲法委員会を創設することの重要性を強調した[16]が、これは後に国連とアスタナのトロイカ（ロシア、イラン、トルコ）が創設に合意したものである。 。国連とアスタナトロイカ-ロシア、イラン、トルコ-は後に作成することに同意しました。